# Elizabeth Langdon Williams
Elizabeth Langdon Williams, née le 8 février 1879 à Putnam, dans le Connecticut (États-Unis), et morte en 1981, est une astronome et calculatrice américaine.

## Biographie
Elle est diplômée du Massachusetts Institute of Technology (MIT) en physique en 1903, devenant alors l'une de leurs premières femmes diplômées. Elle est embauchée par Percival Lowell en 1905 pour travailler dans un bureau de Boston.
Son rôle est d'effectuer les calculs mathématiques nécessaires pour prédire l'emplacement d'une planète X proposée qui, selon Lowell, affectait l'orbite des planètes connues Neptune et Uranus. Elle est la calculatrice en chef pour Lowell en 1915. Ses calcul mènent aux prédictions pour l'emplacement de la planète inconnue, mais Lowell est mort en 1916, ce qui entraîne l'arrêt du projet. À la fin des années 1920, le projet reprend et Clyde Tombaugh est embauché pour le diriger. Tombaugh utilise les prédictions de Lowell pour localiser une image dans une région du ciel photographiée en 1915 qu'il a identifiée comme une nouvelle planète, nommée Pluton en 1930. 
Williams continue à travailler à l'observatoire Lowell après la mort de Lowell, passant de Boston à l'observatoire lui-même, à Flagstaff, en 1919. En 1922, Williams épouse un autre astronome, George Hall Hamilton,. Elle est ensuite licenciée de son poste à l'observatoire par Constance Lowell car il est jugé inapproprié d'employer une femme mariée. Williams et son mari sont ensuite employés dans un observatoire de Mandeville, en Jamaïque, dirigé par l'Observatoire de l'université Harvard, où ils travaillent ensemble.
En 1935, le mari de Williams est décédé. Elle déménage dans le New Hampshire avant de mourir dans la pauvreté en 1981.